# Jacques Boudet (historien)
Pour les articles homonymes, voir Jacques Boudet (homonymie) et Boudet.
Jacques Boudet est né à Alès le 24 mai 1921 et mort le 28 mai 1999 à Issy-les-Moulineaux. Journaliste et historien français, Jacques Boudet est l'auteur d'un grand nombre d'ouvrages historiques ; rédacteur en chef de plusieurs publications entre 1949 et 1990, il a notamment animé la France catholique à partir de 1974.

## Biographie
Après son enfance passée à Alès, Jacques Fortuné Maurice Boudet entre en hypokhâgne à Louis le grand, et poursuit ses études en Khâgne à Montpellier, où il obtient sa licence de lettres classiques. Il se marie le  17 septembre 1941 avec Jacqueline Bérard, qui devient sa collaboratrice, et dont il a quatre enfants.
Dès 1944, il rédige de premiers articles pour Jean de Fabrègues, notamment à propos de la JOC d'Alès. Il travaille pour le journal du MRP, Forces nouvelles, puis entre en 1947 à la rédaction de la France Catholique.
En 1954, il fonde avec Robert Laffont les "presses d'aujourd'hui", dont il devient gérant. Entre 1958 et 1967, Boudet collabore à la collection des panoramas d'histoire de Robert Laffont, dirigeant plus d'une dizaine d'ouvrages.
Ces publications l'amènent à intervenir à la télévision, dans le cadre de Lecture pour tous, émission de Pierre Desgraupes et Pierre Dumayet, les 18 décembre 1957, 8 juin 1960, 19 octobre 1960, 7 mars 1962, 5 décembre 1962  et  24 mai 1967 , en tant qu'auteur ou en tant qu'éditeur. Il y est interviewé par Max-Pol Fouchet, en compagnie de Claude Roy, Pierre Viansson-Ponté, Joseph Kessel et Michel Butor... 
Toujours dans le cadre de ces activités, il rencontre des personnages aussi divers que Paul Guth ou Youri Gagarine, Arthur Conte et Maurice Clavel. 
Il monte alors ses livres comme des films, accumulant les photographies et les documentations, construisant par la suite son travail comme un scénario. Il emploie entre autres comme collaborateur Gaston Bonheur.
En 1967, alors que Maurice Meuleau arrive chez Bordas, il devient rédacteur en chef du "Million", encyclopédie par fascicules, édité par Del Duca. En 1974, il est nommé rédacteur en chef de la France Catholique ; il signe alors ses articles sous de nombreux pseudonymes, dont Lagarde Guerin, Maurice Debout, Louis Cevennes et André Besseges
Entre 1974 et 1978, il intervient encore dans diverses émissions, présentant les Livres de guerre et les Livres d'étrennes, ainsi que dans le Jour du seigneur. On le retrouve enfin à France Culture, dans le monde contemporain du 3 juin 1978 à propos de sa collaboration à l'Encyclopédie Mourre.
En 1984, il collabore, après le décès de Michel Mourre, à la continuation et à la rénovation avec Jacques Amalric et Philippe Doray de la référence historique qu'est son Dictionnaire d'histoire universelle autrement appelée le Mourre.
En 1999, après sa mort, il est enterré dans le carré des écrivains du cimetière du Montparnasse.

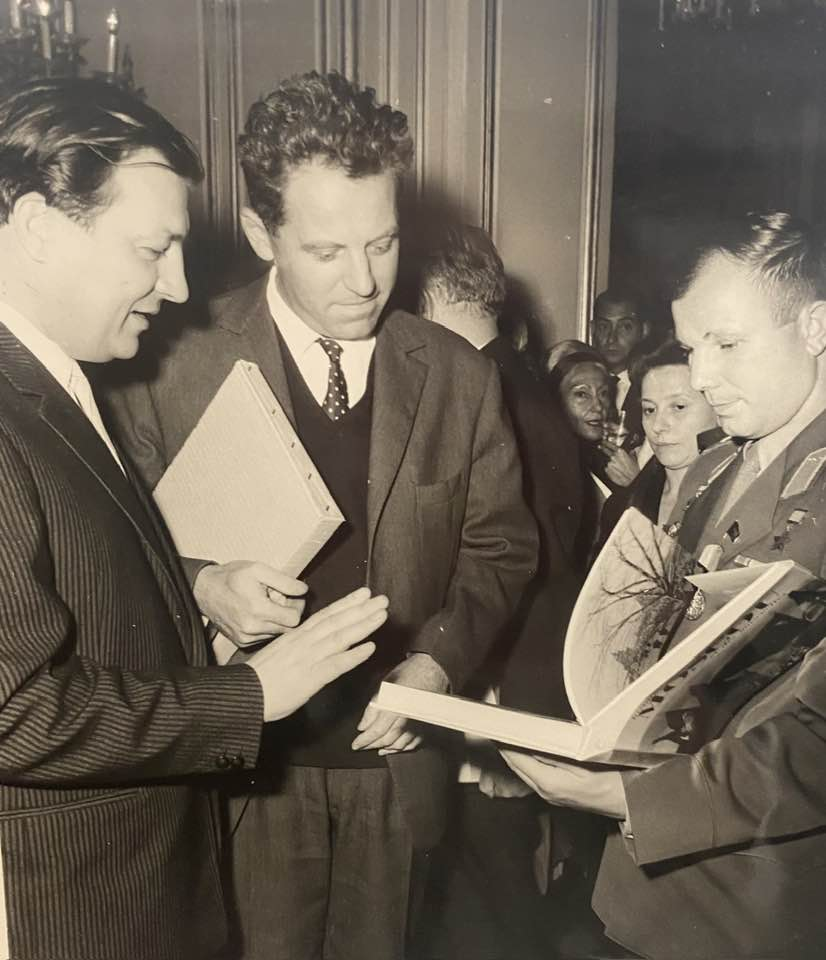
Jacques Boudet (au centre) avec Youri Gagarine

### Rééditions posthumes
- Histoire de France, chez Bordas, plusieurs fois rééditée, en 1993,  (ISBN 9782867213052) et 2003,  (ISBN 9782040184018)
- Les Mots de l'histoire  : Dictionnaire historique universel des mots, des mœurs et des mentalités, chez Larousse, paru en 1990, réédité en 1998, et le 30/11/2018. Ce dictionnaire original regroupe en 1200 articles des phrases célèbres et des  mots clés  de l'histoire.

### Sous pseudonymes
- Psychologie et publicité, de Louis Cevennes, article de la France Catholique, republié le 6 avril 1959 par Le Droit, 47e année, no 79, Ottawa, .
- Le surmenage, de Louis Cevennes, publié le cinq août 1959 par Le Droit, 47e année, no 180, Ottawa, .
- Boccace 70, d'André Besseges, publié dans la France Catholique, le 21 septembre 1962,
- Les Grandes Ecoles, pourqui, pourquoi, de Louis Cevennes article de la France Catholique, publié le 24 avril 1970, repris par le bulletin de l'amicale des anciens élèves de l'école Polytechnique numéro 250 en juillet 1970 .

### Sources
- Véronique Auzépy-Chavagnac, Jean de Fabrègues et la jeune droite catholique. Aux sources de la Révolution nationale, préface de René Rémond, Villeneuve d’Ascq (Nord), Presses universitaires du Septentrion, 2002. 464 p.  (ISBN 2-85939-774-4)
- Fiches INA identifiants : CPF86658344, CPF86659128, CPF86637306, CPF86644737, CPF86637342, CPF86658252, consultables sur place, sans copie, sur le sites de L'INA .